# Xylopia orestera
Xylopia orestera är en kirimojaväxtart som beskrevs av Ian Mark Turner och David Mark Johnson. Xylopia orestera ingår i släktet Xylopia och familjen kirimojaväxter. Inga underarter finns listade i Catalogue of Life.